# 内山聖子
内山 聖子（うちやま さとこ、1965年（昭和40年）3月4日 - ）は、日本のテレビプロデューサー。テレビ朝日取締役。

## 経歴・人物
福岡県北九州市出身。福岡県立八幡高等学校を経て、津田塾大学学芸学部英文学科を卒業。
大学時代は教員志望であったが、教育実習を行っている間に各社の就職試験が終わっており、わずかに残ったテレビ朝日の就職試験を本人曰く「記念受験のつもりで受けた」ところ、合格し1988年（昭和63年）に入社した。
最初は秘書室に配属されるが、希望を出し続け、1993年（平成5年）から制作局ドラマ部に異動となる。
ドラマ制作現場に配属された当時、女性の現場スタッフは内山ひとりという状況であり、毎クール馬車馬の如くアシスタントプロデューサーを務めたと語っている。床で寝ることもしばしばあったといい、顔面神経麻痺や円形脱毛症になっても仕事をやり続けた。
1995年（平成7年）プロデューサーに昇格する。これは前身のNETテレビ時代を含めても初の女性ドラマプロデューサーだった。以来、数々の作品を手掛けるが、『おっさんずラブ』のプロデューサー貴島彩理は内山のことを、三輪祐見子とともにテレビ朝日の女性ドラマプロデューサーの道を切り開いたスタープロデューサーであると述べている。
自身が北九州市出身であり、同郷の大作家である松本清張の作品を全て読破していたこともあって、清張作品を手掛けたいと思っていた時に米倉涼子主演ドラマ製作と、清張作品の『黒革の手帖』のドラマ化の話が同時に来たため、「米倉で『黒革の手帖』をやってみたらどうだろう」と思いつき、2004年（平成16年）に米倉主演の『黒革の手帖』を制作。これが大ヒットとなり、以後、内山と米倉のコンビで数々の作品を世に送り出すと共にこれが評価され、2012年度の放送ウーマン賞を受賞した。
2020年（令和2年）6月26日付でテレビ朝日役員待遇に昇進し、22年6月29日付でテレビ朝日取締役（ビジネスソリューション本部スペシャルプロモーション担当）に就任した。

## 受賞
- エランドール賞・プロデューサー奨励賞
- 日経エンタテイメント ベストクリエイター賞・準グランプリ
- 放送ウーマン賞2012
- 第4回大山勝美賞（2018年）[12]

## 担当作品

### プロデュース

#### テレビドラマ
- 誰よりも君のこと（1994年）
- Missダイヤモンド（1995年）
- イタズラなKiss（1996年）
- ガラスの仮面（1997年）
  - 第2シリーズ（1998年）
- 愛しすぎなくてよかった（1998年）
- 天国のKiss（1999年）
- つぐみへ…〜小さな命を忘れない〜（2000年）
- R-17（2001年）
- 反乱のボヤージュ（2001年）
- 婚外恋愛（2002年）
- 眠れぬ夜を抱いて（2002年）
- 負け組キックオフ（2002年）
- 独身3!!（2003年）
- それからの日々（2004年）
- 土曜ワイド劇場
  - 松本清張の証言（2004年）
  - 華麗なる復讐（2004年）
  - 鉄道捜査官シリーズ
    - 鉄道捜査官4 愛と哀しみの飯田線（2004年）
    - 鉄道捜査官5 殺意の函館本線（2005年）

  - 家政婦は見た!シリーズ
    - 第23作（2004年）
    - 第24作（2006年）

  - 森村誠一の棟居刑事シリーズ
    - 棟居刑事の捜査ファイル・ガラスの恋人（2005年）
    - 棟居刑事の純白の証明（2007年）
    - 棟居刑事の青春の雲海（2008年）
    - 棟居刑事の黙示録（2009年）
    - 棟居刑事の背徳の詩集（2011年）
    - 棟居刑事の死海の伏流（2012年）
    - 棟居刑事の夜の虹（2014年）
    - 棟居刑事の黒い祭（2015年）
    - 棟居刑事の偽完全犯罪（2016年）
    - 棟居刑事の凶録（2017年）

  - 明智小五郎VS金田一耕助（2005年）
  - 悪魔のような女（2005年）
  - 警視庁特捜刑事の妻（2006年）
  - 夏樹静子サスペンス 風極の岬（2007年）
  - めぞん一刻 浪人編（2007年）
    - めぞん一刻 完結編（2008年）

  - 和菓子連続殺人事件（2008年）
  - 犬は見た!（2008年）
- 松本清張 黒革の手帖（2004年）
  - 黒革の手帖スペシャル〜白い闇（2005年）
- ラスト・プレゼント（2005年）
- 山田太一ドラマスペシャル・終戦60年特別企画 終りに見た街（2005年）
- 松本清張 けものみち（2006年）
- 信長の棺（2006年）
- 氷点（2006年）
- 白虎隊（2007年）
- 松本清張・最終章 わるいやつら（2007年）
- まだそんなに老けてはいない（2007年）
- 生徒諸君!（2007年）
- 必殺仕事人2007（2007年）
  - 必殺仕事人2009（2009年）
  - 必殺仕事人2010（2010年）
- 黒澤明ドラマスペシャル・第二夜「生きる」（2007年）
- 日曜洋画劇場特別企画 敵は本能寺にあり（2007年）
- 交渉人〜THE NEGOTIATOR〜（2008年）
  - 交渉人〜救急病院ジャック（2009年）
  - 交渉人 第2シリーズ（2009年）
- 四つの嘘（2008年）
- 男装の麗人〜川島芳子の生涯〜（2008年）
- 松本清張生誕100年特別企画 疑惑（2009年）
- ナサケの女〜国税局査察官〜（2010年）
- 告発〜国選弁護人（2011年）
- 松本清張没後20年・ドラマスペシャル 十万分の一の偶然（2012年）
- 松本清張没後20年・ドラマスペシャル 熱い空気（2012年）

#### 映画
- 交渉人 THE MOVIE タイムリミット高度10,000mの頭脳戦（2010年）

### ゼネラルプロデュース
- 犬を飼うということ〜スカイと我が家の180日〜（2011年）
- ジウ 警視庁特殊犯捜査係（2011年）
- 13歳のハローワーク（2012年）
- 聖なる怪物たち（2012年）
- ナサケの女Special〜国税局査察官〜（2012年）
- 必殺仕事人2012（2012年）
  - 必殺仕事人2013（2013年）
  - 必殺仕事人2014（2014年）
  - 必殺仕事人2015（2015年）
  - 必殺仕事人2016（2016年）
  - スペシャルドラマ必殺仕事人（2018年）
- Wの悲劇（2012年）
- ボーイズ・オン・ザ・ラン（2012年）
- ドクターX〜外科医・大門未知子〜（2012年）
  - ドクターX〜外科医・大門未知子〜 第2期（2013年）
  - ドクターX〜外科医・大門未知子〜 第3期（2014年）
  - ドクターX〜外科医・大門未知子〜 スペシャル（2016年）
  - ドクターX〜外科医・大門未知子〜 第4期（2016年）
  - ドクターY〜外科医・加地秀樹〜（2016年、auビデオパス・テレ朝動画）
  - ドクターX〜外科医・大門未知子〜 第5期（2017年）
  - ドクターY〜外科医・加地秀樹〜 第2期（2017年、auビデオパス・テレ朝動画）
- お天気お姉さん（2013年）
- 私の嫌いな探偵（2014年）
- 松本清張ドラマスペシャル・三億円事件（2014年）
- 山田太一ドラマスペシャル 時は立ちどまらない（2014年）
- 死神くん（2014年）
- ドラマスペシャル 家政婦は見た!（2014年）
  - 第2作（2015年）
- ゼロの真実〜監察医・松本真央〜（2014年）
- 松本清張「霧の旗」（2014年）
- セカンド・ラブ（2015年）
- 復讐法廷（2015年）
- 天使と悪魔-未解決事件匿名交渉課-（2015年）
- エイジハラスメント（2015年）
- 遺産争族（2015年）
- サムライせんせい（2015年）
- 松本清張ドラマスペシャル 黒い樹海（2016年）
- 刑事7人【2016年7月クール】（2016年）
  - 刑事7人【2017年7月クール】（2017年）
- グ・ラ・メ!〜総理の料理番〜（2016年）
- 家政夫のミタゾノ（2016年）
  - 第2シリーズ（2018年）
- 山田太一ドラマスペシャル 五年目のひとり（2016年）
- 就活家族〜きっと、うまくいく〜（2017年）
- 二夜連続ドラマスペシャル アガサ・クリスティ そして誰もいなくなった（2017年）
  - アガサ・クリスティ 二夜連続ドラマスペシャル パディントン発4時50分〜寝台特急殺人事件〜（2018年）
  - アガサ・クリスティ 二夜連続ドラマスペシャル 大女優殺人事件〜鏡は横にひび割れて〜（2018年）
- 女囚セブン（2017年）
- 黒革の手帖（2017年）
- ドラマスペシャル 松本清張 鬼畜（2017年）
- BG〜身辺警護人〜（2018年）
- 奪い愛、真夏（2025年）

### エグゼクティブプロデュース
- 刑事7人【2018年7月クール】（2018年）
  - 刑事7人【2019年7月クール】（2019年）
  - 刑事7人【2020年7月クール】（2020年）
  - 刑事7人【2021年7月クール】（2021年）
  - 刑事7人【2022年7月クール】（2022年）
- ハゲタカ（2018年）
- 日曜プライム ドクターXスペシャル〜復刻版（2018年）
  - ドクターY〜外科医・加地秀樹〜 第3期（2018年、auビデオパス・テレ朝動画）
  - 日曜プライム ドクターY〜外科医・加地秀樹〜 第4期（2019年）
  - ドクターX〜外科医，大門未知子〜 第6期（2019年）
  - ドクターY〜外科医・加地秀樹〜 第5期（2020年）
  - ドクターY～外科医・加地秀樹～ 第6期（2021年）
  - ドクターX〜外科医，大門未知子〜 第7期（2021年）
  - ドクターエッグス～研修医・蟻原涼平～（2021年、TELASA）
- リーガルV〜元弁護士・小鳥遊翔子〜（2018年）
- 僕の初恋をキミに捧ぐ（2019年）
- 日曜プライム 松本清張ドラマスペシャル『疑惑』（2019年）
- 日曜プライム 棟居刑事の黒い絆（2019年）
- 必殺仕事人2019（2019年）
  - 必殺仕事人2020（2020年）
  - 必殺仕事人（2022年版）（2022年）
  - 必殺仕事人（2023年版）（2023年）
- 家政夫のミタゾノ 第3シリーズ（2019年）
  - 家政夫のミタゾノ 第4シリーズ（2020年）
  - 家政夫のミタゾノ 第5シリーズ（2022年）
- 5夜連続ドラマスペシャル 山崎豊子『白い巨塔』（2019年）
- サイン-法医学者 柚木貴志の事件-（2019年）
- スペシャルドラマ『ラッパーに噛まれたらラッパーになるドラマ』（2019年）
- BG〜身辺警護人〜 第2シーズン（2020年）
- 妖怪シェアハウス（2020年）
  - 妖怪シェアハウス-帰ってきたん怪-（2022年）
- 七人の秘書（2020年）
  - 七人の秘書スペシャル（2022年）
- ドラマスペシャル 黒革の手帖〜拐帯行〜（2021年）
- モコミ〜彼女ちょっとヘンだけど〜（2021年）
- スペシャルドラマ『エアガール』（2021年）
- 桜の塔（2021年）
- 言霊荘（2021年）
- スペシャルドラマ『津田梅子〜お札になった留学生〜』（2022年）
- ザ・トラベルナース（2022年）
  - ザ・トラベルナース（2024年）
- 6秒間の軌跡〜花火師・望月星太郎の憂鬱（2023年）
  - 6秒間の軌跡〜花火師・望月星太郎の2番目の憂鬱（2024年）
- 波よ聞いてくれ（2023年）
- テレビ朝日開局65周年記念 ドラマプレミアム 万博の太陽（2024年）
- JKと六法全書（2024年）
- 南くんが恋人!?（2024年）
- スカイキャッスル（2024年）
- 終りに見た街（2024年）
- 無能の鷹（2024年）
- 魔物（2025年）

#### 映画
- 妖怪シェアハウス-白馬の王子様じゃないん怪-（2022年）
- 七人の秘書 THE MOVIE（2022年）

## 著書
- 『私、失敗ばかりなので へこたれない仕事術』新潮社、2019年10月。ISBN 978-4103529316